# 南非蹄蝠
南非蹄蝠（学名：Hipposideros caffer） 为翼手目蹄蝠科蹄蝠属的一种，习性与赤道蹄蝠相似。体型中等。体毛较长，多为金黄色。翅膀棕色。身体下部颜色较淡。耳朵大而圆，鼻叶呈马蹄形。分布于非洲大陆和阿拉伯半岛西南部，目前有四个亚种被记录。主要以昆虫为食。